# Primera División (Mexiko) 2001/02
Die Saison 2001/02 der mexikanischen Fußballliga MX wurde in dieser Spielzeit letztmals mit den Begriffen „Invierno“ für das Vorrunden- und „Verano“ für das Rückrundenturnier ausgetragen und erhielt ab der folgenden Saison 2002/03 die noch heute gebräuchlichen Bezeichnungen Apertura und Clausura.

## Veränderungen
Wegen der Erweiterung der Liga von vormals 18 auf nunmehr 19 Mannschaften gab es keinen Direktabsteiger. Der eigentliche Absteiger CF Atlante erhielt daher eine zweite Chance gegen den für dieses Duell zugelassenen finanzkräftigsten Zweitligisten Tiburones Rojos Veracruz und konnte sich mit 0:0 und 4:1 durchsetzen. In der Winterpause wurde der Verein aus der Hafenstadt Veracruz durch den Erwerb der Lizenz des CD Irapuato dann doch in die erste Liga aufgenommen. Der zu Saisonbeginn aufgestiegene CF La Piedad stellte in der Rückrunde (Verano 2002) die punktbeste Mannschaft und qualifizierte sich somit zum bisher einzigen Mal in seiner Geschichte für die Liguillas, in denen die Reboceros jedoch bereits im Viertelfinale gegen den späteren Meister Club América unterlagen. Obwohl sie sportlich die Klasse hielten, spielten die Reboceros in der folgenden Saison nicht mehr erstklassig, nachdem die Lizenz an den Querétaro FC veräußert worden war, dessen Mannschaft die Reboceros ersetzte.

## Höchste Ergebnisse
Das torreichste Spiel der Saison fand am 5. August 2001 zwischen Santos Laguna und La Piedad (6:4) statt.
Die höchsten Heimsiege der Saison waren ein 6:1 (Irapuato vs La Piedad am 16. September 2001) sowie ein zweimal erzieltes 5:0 (Santos Laguna vs Monterrey ebenfalls am 16. September 2001 und UNAM Pumas vs Celaya bereits am 29. Juli 2001).
Die höchsten Auswärtssiege waren ein zweimal erzieltes 4:0 der UANL Tigres bei Necaxa am 6. Oktober 2001 und der Reboceros La Piedad bei Atlético Celaya am 27. April 2002 sowie ein dreimal erzieltes 5:1. Mit diesem Ergebnis gewann Atlético Celaya am 10. November 2001 beim CF Atlas. Ferner endeten beide Spiele zwischen La Piedad und Cruz Azul mit diesem Ergebnis. In der Hinrunde gewann Cruz Azul am 14. Oktober 2001 mit diesem Ergebnis bei La Piedad und in der Rückrunde endete die am 23. März 2002 ausgetragene Begegnung mit demselben Ergebnis zu Gunsten der Reboceros.

## Tabellen und Ergebnisse

### Invierno 2001

#### Gesamttabelle
| Pl. | Verein             | Sp. | S  | U | N | Tore    | Diff. | Punkte | Gruppe |
| --- | ------------------ | --- | -- | - | - | ------- | ----- | ------ | ------ |
| 1.  | UANL Tigres        | 18  | 11 | 3 | 4 | 026:120 | +14   | 36     | 4      |
| 2.  | Deportivo Toluca   | 18  | 8  | 8 | 2 | 033:220 | +11   | 32     | 2      |
| 3.  | CF Pachuca         | 18  | 9  | 5 | 4 | 029:240 | +5    | 32     | 4      |
| 4.  | Cruz Azul          | 18  | 8  | 6 | 4 | 033:240 | +9    | 30     | 1      |
| 5.  | Club Necaxa        | 18  | 6  | 9 | 3 | 021:200 | +1    | 27     | 3      |
| 6.  | CF Atlante         | 18  | 6  | 8 | 4 | 024:220 | +2    | 26     | 3      |
| 7.  | Chivas Guadalajara | 18  | 6  | 8 | 4 | 020:200 | ±0    | 26     | 1      |
| 8.  | Santos Laguna      | 18  | 7  | 3 | 8 | 036:340 | +2    | 24     | 2      |
| 9.  | Club América       | 18  | 6  | 6 | 6 | 021:210 | ±0    | 24     | 3      |
| 10. | Puebla FC          | 18  | 5  | 8 | 5 | 022:220 | ±0    | 23     | 4      |
| 11. | CF Atlas           | 18  | 6  | 3 | 9 | 025:290 | −4    | 21     | 1      |
| 12. | CF Monterrey       | 18  | 4  | 8 | 6 | 023:310 | −8    | 20     | 1      |
| 13. | CD Irapuato        | 18  | 4  | 7 | 7 | 027:260 | +1    | 19     | 2      |
| 14. | UAG Tecos          | 18  | 4  | 7 | 7 | 021:230 | −2    | 19     | 3      |
| 15. | Atlético Celaya    | 18  | 5  | 4 | 9 | 027:330 | −6    | 19     | 1      |
| 16. | Club León          | 18  | 4  | 7 | 7 | 025:310 | −6    | 19     | 3      |
| 17. | Monarcas Morelia   | 18  | 5  | 5 | 8 | 024:300 | −6    | 20     | 2      |
| 18. | CF La Piedad       | 18  | 4  | 7 | 7 | 028:400 | −12   | 19     | 2      |
| 19. | UNAM Pumas         | 18  | 3  | 8 | 7 | 021:220 | −1    | 17     | 4      |

#### Liguillas

##### Viertelfinale
|                    | Gesamt |                     | Hinspiel | Rückspiel |
| ------------------ | ------ | ------------------- | -------- | --------- |
| Santos Laguna      | 1:4    | UANL Tigres         | 1:1      | 0:3       |
| Chivas Guadalajara | 1:3    | Deportivo Toluca FC | 1:1      | 0:2       |
| CF Atlante         | 2:2    | CF Pachuca          | 1:2      | 1:0       |
| Club Necaxa        | 2:4    | Cruz Azul           | 2:0      | 0:4       |

Der CF Pachuca setzte sich bei Gleichstand aufgrund der mehr erzielten Punkte (32) in der Vorrundentabelle gegenüber Atlante (26) durch.

##### Halbfinale
|            | Gesamt |                     | Hinspiel | Rückspiel |
| ---------- | ------ | ------------------- | -------- | --------- |
| Cruz Azul  | 1:1    | UANL Tigres         | 1:0      | 0:1       |
| CF Pachuca | 5:3    | Deportivo Toluca FC | 1:1      | 4:2       |

Die UANL Tigres setzten sich bei Gleichstand aufgrund der mehr erzielten Punkte (36) in der Vorrundentabelle gegenüber Cruz Azul (30) durch.

##### Finale
|            | Gesamt |             | Hinspiel | Rückspiel |
| ---------- | ------ | ----------- | -------- | --------- |
| CF Pachuca | 3:1    | UANL Tigres | 2:0      | 1:1       |

### Verano 2002

#### Gesamttabelle
| Pl. | Verein             | Sp. | S  | U | N  | Tore    | Diff. | Punkte | Gruppe |
| --- | ------------------ | --- | -- | - | -- | ------- | ----- | ------ | ------ |
| 1.  | CF La Piedad       | 18  | 12 | 1 | 5  | 035:170 | +18   | 37     | 2      |
| 2.  | Deportivo Toluca   | 18  | 10 | 5 | 3  | 035:170 | +18   | 35     | 2      |
| 3.  | UNAM Pumas         | 18  | 9  | 5 | 4  | 030:220 | +8    | 32     | 4      |
| 4.  | Santos Laguna      | 18  | 9  | 4 | 5  | 042:310 | +11   | 31     | 2      |
| 5.  | CF Atlas           | 18  | 8  | 6 | 4  | 030:280 | +2    | 30     | 1      |
| 6.  | Monarcas Morelia   | 18  | 8  | 5 | 5  | 034:250 | +9    | 29     | 2      |
| 7.  | Club Necaxa        | 18  | 7  | 6 | 5  | 034:230 | +11   | 27     | 3      |
| 8.  | Club América       | 18  | 7  | 6 | 5  | 027:230 | +4    | 27     | 3      |
| 9.  | Cruz Azul          | 18  | 7  | 6 | 5  | 032:290 | +3    | 27     | 1      |
| 10. | UANL Tigres        | 18  | 7  | 6 | 5  | 025:230 | +2    | 27     | 4      |
| 11. | TR Veracruz        | 18  | 7  | 3 | 8  | 022:300 | −8    | 24     | 2      |
| 12. | Chivas Guadalajara | 18  | 5  | 7 | 6  | 022:210 | +1    | 22     | 1      |
| 13. | CF Pachuca         | 18  | 6  | 4 | 8  | 026:330 | −7    | 22     | 4      |
| 14. | CF Atlante         | 18  | 5  | 5 | 8  | 023:290 | −6    | 20     | 3      |
| 15. | CF Monterrey       | 18  | 5  | 5 | 8  | 021:280 | −7    | 20     | 1      |
| 16. | Atlético Celaya    | 18  | 5  | 5 | 8  | 019:290 | −10   | 20     | 1      |
| 17. | UAG Tecos          | 18  | 2  | 8 | 8  | 025:340 | −9    | 14     | 3      |
| 18. | Puebla FC          | 18  | 2  | 5 | 11 | 024:450 | −21   | 11     | 4      |
| 19. | Club León          | 18  | 2  | 4 | 12 | 017:360 | −19   | 10     | 3      |

#### Liguillas

##### Repechaje (Qualifikation)
|             | Gesamt |                  | Hinspiel | Rückspiel |
| ----------- | ------ | ---------------- | -------- | --------- |
| Cruz Azul   | 3:5    | Monarcas Morelia | 1:2      | 2:3       |
| UANL Tigres | 3:3    | Santos Laguna    | 2:2      | 1:1       |

Weil die nur auf den Plätzen 3 und 4 der Gruppe 2 landenden Mannschaften von Santos Laguna und Morelia mehr Punkte (31 bzw. 29) erzielten als vier Mannschaften der anderen Gruppen, die den zweiten Platz einnahmen (Cruz Azul, América und Tigres) bzw. sogar den Gruppensieg (Necaxa in Gruppe 3) verbuchten, wurde eine Repechaje zur Ermittlung der Viertelfinalteilnahme erforderlich. Für diese qualifizierten sich die punktbesseren Mannschaften, die die Gruppe 2 nur auf dem dritten bzw. vierten Rang abschlossen und es mussten die beiden Gruppenzweiten mit der schlechtesten Tordifferenz teilnehmen, da alle Zweitplatzierten der Grupen 1, 3 und 4 jeweils 27 Punkte erzielt hatten.
Nachdem es in der nordmexikanischen Auseinandersetzung zwischen Tigres (Zweiter der Gruppe 4 mit 27 Punkten) und Santos Laguna (Dritter der Gruppe 2 mit 31 Punkten) keinen Sieger gegeben hatte, entschieden letztendlich die mehr erzielten Punkte aus der Punktspielrunde des Sommerturniers (Verano) über den Einzug ins Viertelfinale.

##### Viertelfinale
|                  | Gesamt |                     | Hinspiel | Rückspiel |
| ---------------- | ------ | ------------------- | -------- | --------- |
| Club América     | 6:2    | CF La Piedad        | 3:1      | 3:1       |
| Club Necaxa      | 3:0    | Deportivo Toluca FC | 1:0      | 2:0       |
| Monarcas Morelia | 1:4    | UNAM Pumas          | 1:3      | 0:1       |
| CF Atlas         | 3:3    | Santos Laguna       | 2:1      | 1:2       |

Der Spitzenreiter der Punktspielrunde CF La Piedad, der im Sommerturnier (Verano 2002) 37 Punkte erzielt hatte und gemeinsam mit dem Deportivo Toluca FC die wenigsten Gegentore (17) hinnehmen musste, erlebte gegen den späteren Meister América ein Debakel und schied bereits im Viertelfinale aus. Währenddessen setzte sich Santos Laguna bei Gleichstand mit dem CF Atlas erneut aufgrund der mehr erzielten Punkte (31 gegenüber 30) in der Punktspielrunde durch.

##### Halbfinale
|              | Gesamt |               | Hinspiel | Rückspiel |
| ------------ | ------ | ------------- | -------- | --------- |
| Club América | 2:1    | UNAM Pumas    | 0:0      | 2:1       |
| Club Necaxa  | 1:0    | Santos Laguna | 1:0      | 0:0       |

Höhepunkt des Halbfinals war der Clásico Capitalino, das Stadtderby zwischen dem Club América und den Pumas de la UNAM. Nachdem das Hinspiel in Américas Aztekenstadion torlos ausgegangen war und die Pumas bei einem Remis im Rückspiel im heimischen Estadio Olímpico Universitario wegen der mehr erzielten Punkte in der Punktspielrunde sich für das Finale qualifiziert hatten, lag der Vorteil auf ihrer Seite. Doch ein Eigentor von Miguel España brachte die Gäste bereits nach 7 Minuten in Führung und stellte die Weichen in eine andere Richtung. Durch den Ausgleichstreffer des argentinischen Stürmers Víctor Müller in der 43. Minute ging es wiederum mit einem Vorteil für die Pumas in die Halbzeitpause. Doch das Tor von Christian Patiño in der 68. Minute sorgte schließlich für den Triumph der Americanistas.

##### Finale
|              | Gesamt |             | Hinspiel | Rückspiel |
| ------------ | ------ | ----------- | -------- | --------- |
| Club América | 3:2    | Club Necaxa | 0:2      | 3:0 n. V. |

Zum bisher einzigen Mal in der Geschichte der Primera División kam es zu einer Finalpaarung zwischen dem Club América und dem 2002 noch in Mexiko-Stadt beheimateten Stadtrivalen Necaxa, der das Aztekenstadion zu jener Zeit als Zweitnutzer ebenfalls als feste Heimspielstätte nutzte.

### Gesamtjahrestabelle 2001/02
| Pl. | Verein                    | Sp. | S  | U  | N  | Tore    | Diff. | Punkte |
| --- | ------------------------- | --- | -- | -- | -- | ------- | ----- | ------ |
| 1.  | Deportivo Toluca          | 36  | 18 | 13 | 5  | 068:390 | +29   | 67     |
| 2.  | UANL Tigres               | 36  | 18 | 9  | 9  | 051:350 | +16   | 63     |
| 3.  | Cruz Azul                 | 36  | 15 | 12 | 9  | 065:530 | +12   | 57     |
| 4.  | CF La Piedad              | 36  | 16 | 8  | 12 | 063:570 | +6    | 56     |
| 5.  | Santos Laguna             | 36  | 16 | 7  | 13 | 078:650 | +13   | 55     |
| 6.  | Club Necaxa               | 36  | 13 | 15 | 8  | 055:430 | +12   | 54     |
| 7.  | CF Pachuca                | 36  | 15 | 9  | 12 | 055:570 | −2    | 54     |
| 8.  | Club América              | 36  | 13 | 12 | 11 | 048:440 | +4    | 51     |
| 9.  | CF Atlas                  | 36  | 14 | 9  | 13 | 055:570 | −2    | 51     |
| 10. | UNAM Pumas                | 36  | 12 | 13 | 11 | 051:440 | +7    | 49     |
| 11. | Monarcas Morelia          | 36  | 13 | 10 | 13 | 058:550 | +3    | 49     |
| 12. | Chivas Guadalajara        | 36  | 11 | 15 | 10 | 042:410 | +1    | 48     |
| 13. | CF Atlante                | 36  | 11 | 13 | 12 | 047:510 | −4    | 46     |
| 14. | CD Irapuato / TR Veracruz | 36  | 11 | 10 | 15 | 049:560 | −7    | 43     |
| 15. | CF Monterrey              | 36  | 9  | 13 | 14 | 044:590 | −15   | 40     |
| 16. | Atlético Celaya           | 36  | 10 | 9  | 17 | 046:620 | −16   | 39     |
| 17. | Puebla FC                 | 36  | 7  | 13 | 16 | 046:670 | −21   | 34     |
| 18. | UAG Tecos                 | 36  | 6  | 15 | 15 | 046:570 | −11   | 33     |
| 19. | Club León                 | 36  | 6  | 11 | 19 | 042:670 | −25   | 29     |

### Kreuztabelle 2001/02
Die Kreuztabelle stellt die Ergebnisse aller Spiele dieser Saison dar. Der Name der Heimmannschaft ist in der linken Spalte, das Logo der Gastmannschaft in der oberen Zeile aufgelistet.
| 2001/02               | Deportivo Toluca | UANL Tigres | CD Cruz Azul | CF La Piedad | Santos Laguna | Club Necaxa | CF Pachuca | AME | CF Atlas | UNAM Pumas | Monarcas Morelia | Deportivo Guadalajara | CF Atlante | IRA VER1 | CF Monterrey | CEL | Puebla FC | CD Estudiantes Tecos | Club León |
| --------------------- | ---------------- | ----------- | ------------ | ------------ | ------------- | ----------- | ---------- | --- | -------- | ---------- | ---------------- | --------------------- | ---------- | -------- | ------------ | --- | --------- | -------------------- | --------- |
| Deportivo Toluca      |                  | 3:1         | 2:1          | 3:1          | 6:2           | 3:1         | 4:3        | 2:1 | 5:1      | 0:2        | 3:1              | 1:1                   | 0:0        | 1:1      | 1:1          | 0:1 | 5:1       | 2:2                  | 3:1       |
| UANL Tigres           | 1:1              |             | 3:2          | 0:2          | 2:1           | 3:3         | 1:1        | 2:0 | 3:0      | 1:0        | 1:1              | 1:0                   | 2:0        | 2:0      | 0:0          | 1:0 | 2:0       | 3:1                  | 1:0       |
| Cruz Azul             | 2:2              | 2:3         |              | 1:5          | 0:0           | 0:0         | 3:2        | 2:0 | 4:2      | 1:0        | 2:2              | 2:3                   | 3:1        | 2:3      | 4:2          | 1:0 | 1:0       | 3:1                  | 3:1       |
| CF La Piedad          | 2:0              | 2:0         | 1:5          |              | 1:0           | 3:1         | 2:1        | 1:1 | 2:4      | 3:1        | 1:2              | 1:1                   | 2:2        | 2:0      | 1:0          | 2:1 | 3:2       | 1:1                  | 1:1       |
| Santos Laguna         | 0:1              | 1:2         | 2:2          | 6:4          |               | 2:2         | 3:2        | 2:3 | 3:1      | 1:0        | 4:3              | 0:1                   | 2:1        | 5:1      | 5:0          | 4:1 | 3:0       | 3:2                  | 3:0       |
| Club Necaxa           | 2:2              | 0:4         | 1:1          | 2:0          | 4:1           |             | 3:0        | 0:1 | 1:0      | 2:1        | 1:2              | 0:1                   | 0:0        | 3:0      | 3:1          | 2:2 | 3:0       | 1:0                  | 2:0       |
| CF Pachuca            | 1:2              | 1:0         | 2:1          | 3:1          | 2:1           | 2:2         |            | 3:2 | 2:1      | 2:0        | 1:0              | 2:1                   | 1:2        | 3:2      | 3:3          | 1:1 | 0:3       | 2:2                  | 2:1       |
| Club América          | 3:1              | 3:1         | 1:2          | 2:1          | 2:2           | 0:0         | 0:0        |     | 0:1      | 0:0        | 1:1              | 2:3                   | 3:2        | 1:1      | 4:2          | 1:2 | 1:0       | 1:1                  | 1:2       |
| CF Atlas              | 0:3              | 0:0         | 0:0          | 1:0          | 3:3           | 1:3         | 3:1        | 0:2 |          | 2:1        | 2:0              | 1:1                   | 2:0        | 1:1      | 5:1          | 1:5 | 3:1       | 0:1                  | 4:1       |
| UNAM Pumas            | 1:1              | 1:0         | 0:0          | 2:1          | 3:4           | 1:0         | 1:1        | 1:1 | 2:2      |            | 2:1              | 2:2                   | 1:2        | 2:1      | 1:0          | 5:0 | 2:2       | 1:2                  | 1:1       |
| Monarcas Morelia      | 0:0              | 3:1         | 1:3          | 2:2          | 3:2           | 0:1         | 4:1        | 2:0 | 0:3      | 1:1        |                  | 0:1                   | 2:3        | 2:2      | 2:0          | 2:0 | 5:2       | 2:2                  | 2:0       |
| Chivas Guadalajara    | 0:3              | 0:2         | 3:0          | 1:1          | 0:0           | 0:0         | 1:2        | 1:1 | 0:3      | 2:2        | 0:1              |                       | 0:0        | 1:2      | 3:1          | 2:0 | 4:0       | 1:0                  | 2:2       |
| CF Atlante            | 2:2              | 2:1         | 2:2          | 0:1          | 2:1           | 1:1         | 2:0        | 0:1 | 2:3      | 1:1        | 1:1              | 0:0                   |            | 1:0      | 2:0          | 2:1 | 3:3       | 2:1                  | 3:1       |
| Irapuato / Veracruz 1 | 2:1              | 0:2         | 2:1          | 6:1          | 1:1           | 2:3         | 0:1        | 0:2 | 3:0      | 0:0        | 2:4              | 1:0                   | 3:2        |          | 1:1          | 1:2 | 2:3       | 2:0                  | 1:0       |
| CF Monterrey          | 1:1              | 0:0         | 1:1          | 1:1          | 2:3           | 1:1         | 1:0        | 1:0 | 3:1      | 1:0        | 0:3              | 3:0                   | 2:2        | 0:0      |              | 2:1 | 1:1       | 3:3                  | 4:1       |
| Atlético Celaya       | 0:1              | 1:0         | 0:2          | 0:4          | 1:3           | 2:2         | 1:3        | 2:2 | 0:0      | 3:4        | 5:2              | 2:2                   | 2:1        | 2:1      | 0:1          |     | 1:3       | 2:0                  | 2:1       |
| Puebla FC             | 0:0              | 1:1         | 2:2          | 2:4          | 2:1           | 1:1         | 1:2        | 1:2 | 1:1      | 1:2        | 1:0              | 1:1                   | 0:0        | 1:2      | 2:1          | 1:1 |           | 1:1                  | 2:2       |
| UAG Tecos             | 0:1              | 1:1         | 1:2          | 0:2          | 1:2           | 3:3         | 1:1        | 2:2 | 1:2      | 0:3        | 3:0              | 1:1                   | 4:0        | 1:1      | 2:3          | 1:1 | 2:1       |                      | 2:1       |
| Club León             | 0:2              | 2:3         | 2:2          | 2:1          | 4:2           | 2:1         | 1:1        | 0:1 | 1:1      | 2:4        | 1:1              | 1:2                   | 2:1        | 2:2      | 1:0          | 1:1 | 2:3       | 0:0                  |           |

Erläuterung: 

1 Nach der Apertura 2001, der Hinrunde der Saison 2001/02, wurde die Mannschaft des CD Irapuato nach Veracruz transferiert und spielte dort in der Clausura 2002 (Rückrunde) unter der Bezeichnung Tiburones Rojos Veracruz.